# Gourville (Charente)
Gourville és un municipi francès situat al departament del Charente i a la regió de la Nova Aquitània. L'any 2007 tenia 646 habitants.

## Demografia

### Població
El 2007 la població de fet de Gourville era de 646 persones. Hi havia 236 famílies de les quals 54 eren unipersonals (17 homes vivint sols i 37 dones vivint soles), 75 parelles sense fills, 95 parelles amb fills i 12 famílies monoparentals amb fills.
La població ha evolucionat segons el següent gràfic:
Habitants censats

### Habitatges
El 2007 hi havia 280 habitatges, 241 eren l'habitatge principal de la família, 12 eren segones residències i 27 estaven desocupats. 267 eren cases i 10 eren apartaments. Dels 241 habitatges principals, 186 estaven ocupats pels seus propietaris, 49 estaven llogats i ocupats pels llogaters i 6 estaven cedits a títol gratuït; 2 tenien una cambra, 9 en tenien dues, 31 en tenien tres, 66 en tenien quatre i 132 en tenien cinc o més. 198 habitatges disposaven pel capbaix d'una plaça de pàrquing. A 100 habitatges hi havia un automòbil i a 113 n'hi havia dos o més.

### Piràmide de població
La piràmide de població per edats i sexe el 2009 era:
| Homes | Edats   | Dones |
| ----- | ------- | ----- |
| 0     | 95 o +  | 4     |
| 0     | 90 a 94 | 12    |
| 4     | 85 a 89 | 8     |
| 4     | 80 a 84 | 12    |
| 8     | 75 a 79 | 28    |
| 16    | 70 a 74 | 20    |
| 20    | 65 a 69 | 8     |
| 16    | 60 a 64 | 16    |
| 24    | 55 a 59 | 20    |
| 16    | 50 a 54 | 12    |
| 8     | 45 a 49 | 4     |
| 24    | 40 a 44 | 36    |
| 28    | 35 a 39 | 32    |
| 16    | 30 a 34 | 8     |
| 8     | 25 a 29 | 16    |
| 0     | 20 a 24 | 12    |
| 24    | 15 a 19 | 44    |
| 24    | 10 a 14 | 28    |
| 12    | 5 a 9   | 12    |
| 4     | 0 a 4   | 32    |

## Economia
El 2007 la població en edat de treballar era de 363 persones, 273 eren actives i 90 eren inactives. De les 273 persones actives 236 estaven ocupades (135 homes i 101 dones) i 37 estaven aturades (9 homes i 28 dones). De les 90 persones inactives 32 estaven jubilades, 26 estaven estudiant i 32 estaven classificades com a «altres inactius».

### Ingressos
El 2009 a Gourville hi havia 229 unitats fiscals que integraven 555,5 persones, la mediana anual d'ingressos fiscals per persona era de 15.234 €.

### Activitats econòmiques
Dels 27 establiments que hi havia el 2007, 2 eren d'empreses alimentàries, 4 d'empreses de fabricació d'altres productes industrials, 7 d'empreses de construcció, 4 d'empreses de comerç i reparació d'automòbils, 2 d'empreses d'hostatgeria i restauració, 1 d'una empresa d'informació i comunicació, 3 d'empreses immobiliàries, 2 d'empreses de serveis, 1 d'una entitat de l'administració pública i 1 d'una empresa classificada com a «altres activitats de serveis».
Dels 8 establiments de servei als particulars que hi havia el 2009, 1 era un taller d'inspecció tècnica de vehicles, 1 paleta, 2 guixaires pintors, 1 fusteria, 1 electricista, 1 empresa de construcció i 1 perruqueria.
Dels 3 establiments comercials que hi havia el 2009, 1 era una botiga de menys de 120 m² i 2 fleques.
L'any 2000 a Gourville hi havia 22 explotacions agrícoles que ocupaven un total de 1.258 hectàrees.

## Equipaments sanitaris i escolars
El 2009 hi havia una escola elemental.

## Poblacions més properes
El següent diagrama mostra les poblacions més properes.